# Cement
Cement je građevinski vezivni materijal dobiven usitnjavanjem i pečenjem vapnenca i lapora u fini prah. Koristi se za dobivanje mortova, žbuka i betona kada se miješa u određenim omjerima s pijeskom, tucanikom i vodom.

## Vrste cementa
Prema kemijskom sastavu cement dijelimo na dvije skupine silikatne i aluminatne cemente.
Silikatni cementi dobivaju se pečenjem lapora i vapnenca. 
Najznačajniji iz skupine silikatnih cementa je portland cement, koji služi i kao baza za proizvodnju metalurških, pucolanskih i supersulfatnih cementa. Jedna od vrsta portland cementa je i bijeli portland cement koji se dobiva pečenjem kaolina i vapnenca.
Aluminatni cementi dobivaju se pečenjem boksita i vapnenca, koriste se pri izradi vatrostalnih betona, kao i pri betoniranju na vrlo niskim temperaturama. 
Osnovna kemijska reakcija je :
3CaO · SiO2 + 4H2O → CaO · SiO2 · 2H2O + 2Ca(OH)2
Spoj koji vezuje je CaO · SiO2 · 2H2O.
Osim tih vrsta cementa postoje još:
1. cement opće namjene
2. metalurški cement
3. bijeli portland cement
4. sulfatno otporni cement
5. aluminatni cement

## Proizvodnja cementa
Proces proizvodnje cementa dijelimo na 4 osnovna podprocesa: 
- proizvodnja sirovine
- proizvodnja klinkera
- proizvodnja cementa
- pakiranje i otprema

Cjeline proizvodnog procesa:
U kamenolomu se eksploatiraju sirovine laporoviti vapnenci (imaju veliki sadržaj CaCO3) glineni pijesci (sadrže određene omjere oksida kalcija, silicija, aluminija i željeza), (niski lapor, visoki lapor). Nakon iskapanja sirovine, sirovina se usitnjava u drobilicama do potrebitih granulacija (1-8 cm) nakon čega se skladišti na deponiju sirovine.
Na deponiju sirovine sirovina se predhomogenizira (skladišti se vodoravno a eksploatira okomito radi ujednačavanja smjese sirovine).  Nakon predhomogenizacije sirovina se suši u sušari na zadanu vlažnost. Sirovina se dalje melje u mlinu sirovine do te mjere da samljevenu frakciju odnosi struja zraka u silos homogenizacije. U silosu homogenizacije sirovina se iz raznih ćelija (kombinacijom) ispušta u silos da bi se postigao određeni sastav sirovine. Upuhivanjem zraka sirovina se miješa, rahli i fino homogenizira.
Nakon silosa homogenizacije sirovina se transportira u izmjenjivač topline. Izmjenjivač topline ubrzano predzagrijava sirovinu prije ulaska u peć, povećavajući energetsku učinkovitost peći jer ja sirovina kalcinirana 20-40 % prije pečenja.  Višak topline i plinova odvodi se u vrećasti filter. Vrećasti filter se sastoji od više slojeva tekstila koji filtriraju čestice materijala iz plinova (iz svih dijelova tehnološkog procesa). Fina prašina se vraća u silos homogenizacije ili se dodaje cementu u silosu klinkera. Zagrijeni plinovi se vraćaju u sušaru i/ili izmjenjivač topline.
Iz izmjenjivača topline sirovina zagrijana na oko 1000 °C (vapnenec je na ovoj temperaturi slobodno formirao vapno) odlazi u peć.  U blagonagnutoj rotacijskoj peći temperature dosežu i do 2000 °C. Sirovina se dekarbonizira a u procesu sintetiziranja minerali sirovine tvore kristale kalcij–silikata cementni klinker. Vrući cementni klinker ispada iz peći i ubrzano se hladi zrakom u hladnjaku. Iz hladnjaka cementni klinker se preko silosa klinkera vodi na završno mljevenje.
U mlinu cementa cementni klinker se melje u fini prah. Pri mljevenju dodaje se oko 5% prirodnog ili umjetnog gipsa (koji služi za kontrolu brzine vezivanja) a od ostalih dodataka dodaju se (ili mogu biti dodani) troska, tuf, vapnenac, filterska prašina (leteći pepeo). U cement se vrlo često dodaje između 10 i 30 % minerala, pepela iz termoelektrana na ugljen, zgure iz proizvodnje željeza.
Konačni proizvod je cement, fini sivi prah.
Nakon mljevenja cement se pakira u vreće od 25 kg, 50 kg ili skladišti u silose.

## Primjena
- Zidarski radovi: 
  - mort za zidanje
  - mort za žbukanje (žbuka)
  - podloge i glazure
- izrada betona

## Označavanje cementa
U praksi i literaturi cement se pojavljuje nekoliko načina označavanja cementa. Razlikuju se označavanje cementa prema HRN (stare oznake), HRN EN 197-1 i označavanje prema ASTM (American Society for Testing and Materials)

## Neke vrste portland cementa u Hrvatskoj prema normi HRN EN 197-1:2003
- CEM II/B-M (P-S) 32,5 N
- CEM II/A-M (S-V) 42,5 N
- CEM II/B-M (S-V) 42,5 N
- CEM II/A-LL 42,5 R
- CEM II/A-M (S-LL) 42,5 N
- CEM II/A-S 42,5 R
- CEM II B-M/(V-LL) 32,5 R
- CEM I 42,5 R
- CEM I 52,5 N

Oznake slovčane i brojčane znače: 
- CEM Cement prema normi HRN EN 197-1
- I Portland cement
- II Portland miješani cement
- A Dodatak 6-20%
- B Dodatak 21-35%
- M Miješani dodatak
- P dodatak prirodni pucolan (tuf)
- V dodatak silicijski leteći pepeo
- LL Dodatak vapnanac
- S dodatak granulirana zgura visoke peći (troska)
- 32,5, 42,5, 52,5 Razred čvrstoće normiran za nakon 28 dana
- R Visoka rana čvrstoća nakon 2 dana
- N Obična rana čvrstoća nakon dva dana

- sporedni sastojci, razna punila aditivi i sl

Ako je u cementu npr. 6-20 % dodataka, ostatak od 80-94% je portland cementni klinker + gips (regulator vezivanja)

## Opasnosti i mjere zaštite pri radu
Cement djeluje iritirajuće za oči, dišni sustav i kožu pri radu s njim treba se pridržavati sigurnosnih pravila:
- cement držati i čuvati izvan dosega djece
- ne udisati cementnu prašinu
- spriječiti kontakt cementa s kožom i očima
- nositi prikladnu zaštitnu odjeću i rukavice
- u slučaju kontakta cementa s očima, oči isprati s puno vode i HITNO potražiti liječničku pomoć
- u slučaju kontakta cementa s kožom kontaminirano područje odmah isprati s puno vode
- u slučaju nedovoljne ventilacije prostorija u kojima se radi s cementom, nositi prikladnu zaštitnu masku za disanje
- u slučaju gutanja cementa HITNO potražiti liječničku pomoć

## Tvornice cementa u Republici Hrvatskoj
Tvornice Dalmacija cement, Našice cement i Holcim (Hrvatska) d.o.o. proizvode sivi (standardni) portland cement različitih vrsta, dok Istra cement d.o.o. proizvodi specijalni aluminatni cement.
Kapaciteti cementnih peći u Hrvatskoj su od 1500 do 3000 tona klinkera na dan.

## Vanjske poveznice
|  | Zajednički poslužitelj ima još gradiva o temi Cement |

- cement Hrvatska tehnička enciklopedija, portal hrvatske tehničke baštine. LZMK